# Macrovirus
Een macrovirus is een computervirus dat gebruik maakt van de programmeermogelijkheden van macro-talen in tekstverwerkers, rekenbladen en databaseprogramma's. In tegenstelling tot 'gewone' computervirussen wordt het virus niet door een (uitvoerbaar) programma verspreid maar met gegevensdocumenten (word, excel).
Als het document wordt geopend met het bijbehorende programma, dan zal de macro uitgevoerd worden en de door de macrovirusprogrammeur geschreven code uitgevoerd worden alsof degene die het document opent deze code zelf uitvoert.